# انترناتيونوكس دو فرانس
انترناتيونوكس دو فرانس هي مسابقة دولية للتزلج على الجليد في مستوى عالٍ تقام كجزء من سلسلة جائزة الاتحاد الدولي للتزلج الكبرى للتزلج الفني على الجليد. تُمنح الميداليات في أربعة تخصصات: فردي الرجال، فردي السيدات، التزلج الثنائي والرقص على الجليد. تقام البطولة منذ 1987 وألغيت مرة واحدة فقط في عام 2020 بسبب جائحة فيروس كورونا.